# NGC 2444
NGC 2444  ist eine linsenförmige Galaxie vom Hubble-Typ S0 im Sternbild Luchs am Nordsternhimmel. Sie ist schätzungsweise 181 Millionen Lichtjahre von der Milchstraße entfernt und hat einen Durchmesser von etwa 85.000 Lichtjahren. Gemeinsam mit NGC 2445 das wechselwirkende Galaxienpaar Arp 143.
Halton Arp gliederte seinen Katalog ungewöhnlicher Galaxien nach rein morphologischen Kriterien in Gruppen. Diese Galaxie gehört zu der Klasse Elliptischer Galaxien mit ausströmenden Material (Arp-Katalog).
Das Objekt wurde am 18. Januar 1877 von Édouard Stephan entdeckt.